# El Dorado (Orellana)
El Dorado ist eine Ortschaft und eine Parroquia rural („ländliches Kirchspiel“) im Kanton Francisco de Orellana der ecuadorianischen Provinz Orellana. Sitz der Verwaltung ist El Dorado, 5 km südöstlich der Provinzhauptstadt Puerto Francisco de Orellana gelegen. Die Parroquia besitzt eine Fläche von 137,6 km². Die Einwohnerzahl lag im Jahr 2010 bei 1639. Die Parroquia wurde am 30. Juli 1998 eingerichtet.

## Lage
Die Parroquia El Dorado liegt im Amazonastiefland. Im Nordosten wird das Gebiet vom Río Napo begrenzt. Eine Straße führt von Puerto Francisco de Orellana nach El Dorado. Kommunen in der Parroquia sind neben dem Hauptort El Dorado Agrupación Los Mieles, Alma Lojana, La Paz, Los Laureles, San Vicente, 6 de Octubre, El Oro, Jaima Roldós Aguilera, Gran Chaparral, Simón Bolívar, El Carmen, Shuar San Pedro, Fuerza Manabita und Río Sabalo.
Die Parroquia El Dorado grenzt im Norden an die Parroquia Puerto Francisco de Orellana, im Osten an die Parroquia Taracoa, im Süden an die Parroquia Dayuma sowie im Westen an die Parroquia García Moreno.